# 사테레마모셋
사테레마모셋(Mico saterei)은 비단원숭이과에 속하는 신세계원숭이의 일종이다. 마모셋 중의 하나로 브라질이 원산지다.